# FC Haka 2010
Questa voce raccoglie le informazioni riguardanti l'FC Haka nelle competizioni ufficiali della stagione 2010.

## Stagione
Nella stagione 2010 l'Haka ha disputato la Veikkausliiga, massima serie del campionato finlandese di calcio, terminando il torneo all'ottavo posto con 33 punti conquistati in 26 giornate, frutto di 9 vittorie, 6 pareggi e 11 sconfitte. In Suomen Cup è stato eliminato ai quarti di finale dal KuPS. In Liigacup è stato subito eliminato alla fase a gironi terminando all'ultimo posto del girone.

## Rosa
| N. |                      | Ruolo | Calciatore           |
| -- | -------------------- | ----- | -------------------- |
| 1  | Finlandia (bandiera) | P     | Janne Korhonen       |
| 3  | Finlandia (bandiera) | D     | Toni Kuivasto        |
| 4  | Finlandia (bandiera) | D     | Markus Joenmäki      |
| 5  | Finlandia (bandiera) | D     | Kalle Parviainen     |
| 6  | Finlandia (bandiera) | C     | Sebastian Strandvall |
| 7  | Finlandia (bandiera) | C     | Mikko Innanen        |
| 8  | Finlandia (bandiera) | C     | Jani Kauppila        |
| 9  | Finlandia (bandiera) | A     | Niko Ikävalko        |
| 10 | Finlandia (bandiera) | C     | Xhevdet Gela         |
| 11 | Finlandia (bandiera) | C     | Antti Hynynen        |
| 12 | Finlandia (bandiera) | P     | Saku Pesonen         |

| N. |                          | Ruolo | Calciatore       |
| -- | ------------------------ | ----- | ---------------- |
| 13 | Mali (bandiera)          | C     | Ben Traoré       |
| 15 | Finlandia (bandiera)     | C     | Jaakko Juuti     |
| 16 | Perù (bandiera)          | C     | Benito Yllaconza |
| 17 | Finlandia (bandiera)     | A     | Kalle Multanen   |
| 18 | Perù (bandiera)          | D     | Josef Chavez     |
| 19 | Finlandia (bandiera)     | D     | Juuso Salonen    |
| 20 | Ghana (bandiera)         | C     | Quincy Osei      |
| 22 | Finlandia (bandiera)     | D     | Jarno Mattila    |
| 24 | Corea del Sud (bandiera) | A     | Nam Ik-kyung     |
| 32 | Finlandia (bandiera)     | A     | Jukka Santala    |

## Statistiche

### Statistiche di squadra
| Competizione  | Punti | In casa | In casa | In casa | In casa | In casa | In casa | In trasferta | In trasferta | In trasferta | In trasferta | In trasferta | In trasferta | Totale | Totale | Totale | Totale | Totale | Totale | DR  |
| Competizione  | Punti | G       | V       | N       | P       | Gf      | Gs      | G            | V            | N            | P            | Gf           | Gs           | G      | V      | N      | P      | Gf     | Gs     | DR  |
| ------------- | ----- | ------- | ------- | ------- | ------- | ------- | ------- | ------------ | ------------ | ------------ | ------------ | ------------ | ------------ | ------ | ------ | ------ | ------ | ------ | ------ | --- |
| Veikkausliiga | 33    | 13      | 6       | 3       | 4       | 16      | 15      | 13           | 3            | 3            | 7            | 14           | 23           | 26     | 9      | 6      | 11     | 30     | 38     | -8  |
| Suomen Cup    | -     | 1       | 0       | 0       | 1       | 0       | 1       | 3            | 3            | 0            | 0            | 4            | 1            | 4      | 3      | 0      | 1      | 4      | 2      | +2  |
| Liigacup      | -     | 3       | 1       | 0       | 2       | 2       | 4       | 3            | 1            | 0            | 2            | 1            | 4            | 6      | 2      | 0      | 4      | 3      | 8      | -5  |
| Totale        | -     | 17      | 7       | 3       | 7       | 18      | 20      | 19           | 7            | 3            | 9            | 19           | 28           | 36     | 14     | 6      | 16     | 37     | 48     | -11 |